# U.S. News & World Report

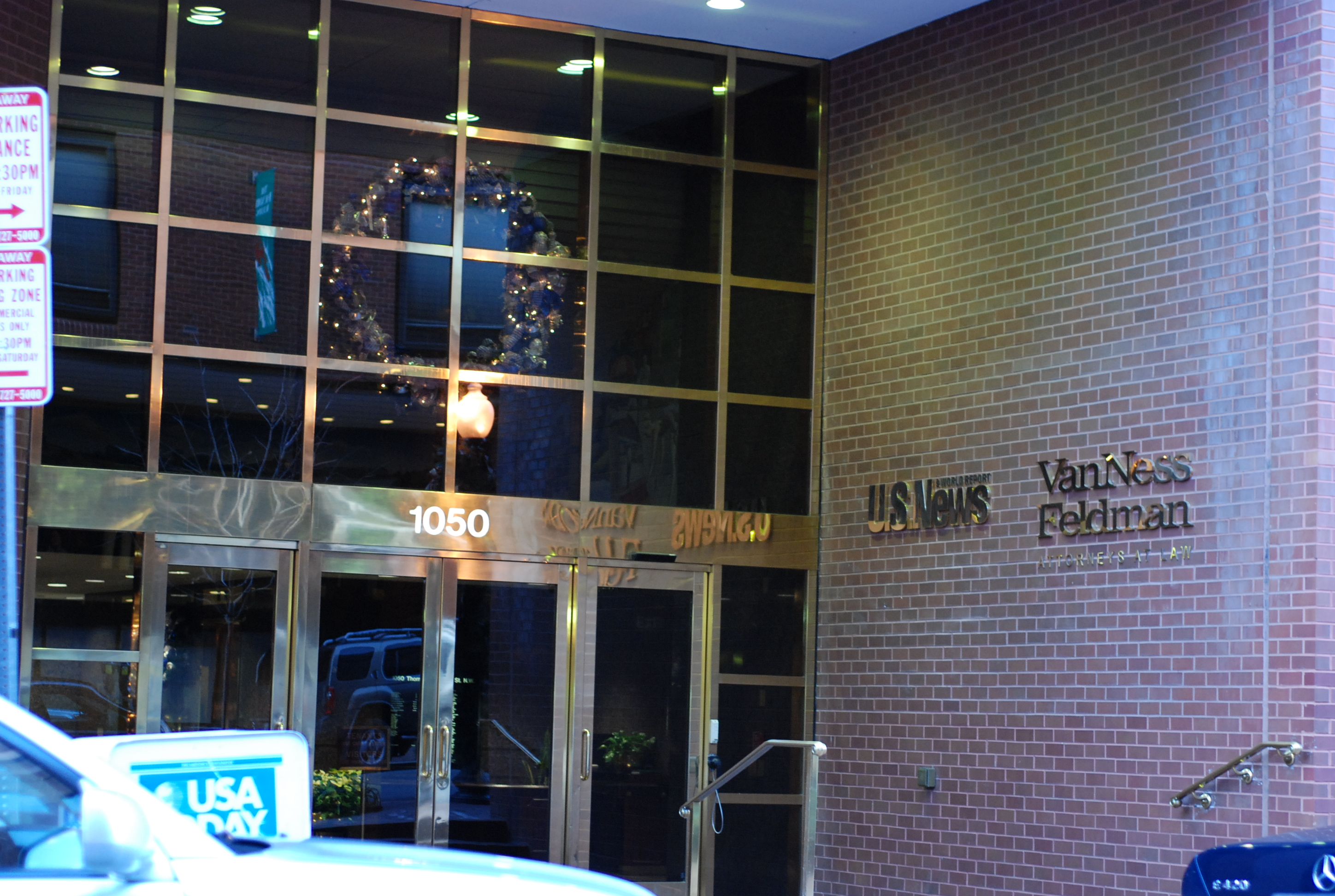
Het kantoor van U.S. News & World Report in Washington, D.C.

U.S. News & World Report was tot 2010 het op twee na grootste nieuwsmagazine van de Verenigde Staten, na Time en Newsweek. Sindsdien wordt het tijdschrift niet meer gedrukt en bestaat U.S. News & World Report enkel online.
De redactie zetelt in de Amerikaanse hoofdstad Washington, D.C. Eigenaar en hoofdredacteur is Mortimer Zuckerman, tevens eigenaar van New York Daily News.
U.S. News & World Report brengt sinds 1983 een jaarlijkse vergelijking uit van Amerikaanse colleges en universiteiten. De lijst wordt ook in boekvorm gepubliceerd onder de titels America's Best Colleges en America's Best Graduate Schools. Tevens wordt een jaarlijkse lijst gepubliceerd van de beste Amerikaanse ziekenhuizen en een lijst van de beste auto's en vrachtwagens.
Het tijdschrift begon als een wekelijkse krant die sinds 1933 onder de naam United States News uitkwam. In 1948 fuseerde United States News met het tijdschrift World Report en kreeg de huidige naam U.S. News & World Report. In 1973 behaalde het tijdschrift een wekelijkse oplage van 2 miljoen.